# Дедославль
Дедосла́вль — древнерусский город Черниговского княжества, существовавший в домонгольское время, находящийся у села Дедилово Киреевского района Тульской области.

## Описание
Дедославль упоминается в Ипатьевской летописи под 1146 и 1147 годами в связи с феодальной междоусобной войной между Ольговичами и Мономаховичами за обладание Черниговским княжеством. Получив помощь от Юрия Долгорукого, Святослав собирался с дружиной белозерцев выступить к Дедославлю на Давыдовичей. «… а Ст҃ославъ (Святослав) с Козельска иде до Дѣдославля …». Н. С. Арцыбашев, М. П. Погодин и А. Н. Насонов высказали предположение, что Дедославль находился на месте сегодняшнего села Дедилово и довольно точно локализован на южной его окраине.
Это был важный город в земле вятичей, располагался на высоком мысу правого берега реки Шиворони — место и сейчас называют «Большим городищем».
Впервые городище в Дедилове было обследовано археологической экспедицией Тульского областного краеведческого музея в 1935 году и Верхнеокской археологической экспедицией Института археологии АН СССР в 1967 году. Небольшое городище размером 175×60 м с напольной северной стороны защищено валом, с востока — широким и глубоким оврагом. Посередине городища с запада на восток протянулись сохранившиеся остатки внутреннего вала. Южная часть защищена обрывом в сторону реки. Культурный слой имеет толщину до 0,8-1,2 м и содержит обломки гончарной керамики XII—XIII и XIV—XV веков. Был разорён татарами в XIII веке и восстановлен на месте сегодняшнего села Дедилово по указу Ивана Грозного в 1553 году как оборонительная крепость против набегов крымских татар.
В наши дни ассоциация древнего Дедославля с Дедиловым не вызывает былой уверенности. Существует гипотеза, что Дедославль следует искать где-то между Козельском и Колтеском. Среди наиболее вероятных вариантов локализации называется городище у заброшенной деревни Кетри (на берегу Упки), покинутое жителями в XII веке.